# Michał Łanuszka
Michał Łanuszka (ur. 13 lutego 1982 w Kielcach) – polski wokalista tworzący w kręgu poezji śpiewanej, gitarzysta, kompozytor, aktor.

## Życiorys
Absolwent Państwowej Wyższej Szkoły Teatralnej im. Ludwika Solskiego w Krakowie oraz Państwowej Szkoły Muzycznej II st. im. Władysława Żeleńskiego w Krakowie. W 2001 r. ukończył krakowskie V LO. Od 2006 do 2013 r. był dziennikarzem RMF Classic, gdzie prowadził m.in. autorską audycję "Noc poetów piosenki" oraz pasmo przedpołudniowe. W latach 1982–2009 mieszkał w Krakowie. Od 2009 zamieszkały w Wieliczce.

## Kariera
Na scenie muzycznej zadebiutował w 2002 r. podczas Ogólnopolskiego Przeglądu Piosenki Turystycznej i Poetyckiej „Piostur Gorol Song” w Andrychowie, gdzie zdobył II nagrodę oraz nagrodę specjalną dla "wybitnego instrumentalisty". W 2004 r., na 40 Studenckim Festiwalu Piosenki zdobył również II nagrodę i Wyróżnienie Honorowe dla Wybitnego Instrumentalisty. W 2006 roku został uhonorowany Stypendium Twórczym Miasta Krakowa. Artysta zagrał na gitarze na płycie "Piosenki i nie" (2007), będącej zapisem koncertu Roberta Kasprzyckiego w Radiu Kraków. W 2009 r. ukazał się jego debiutancki album pt. "Bieski idiota". Artysta zaśpiewał również na krążku "Świat według Nohavicy". W 2013 r. ukazał się drugi album pt. "A miało być tak pięknie". Pierwszy singiel z tej płyty - "Jeszcze, jeszcze", znalazł się na składance Cafe Night & Day. Piosenka ta przez kilka tygodni znajdowała się na pierwszym miejscu listy przebojów Radia Merkury. W 2014 r. ukazała się płyta "Łanuszka/Cohen" z 11 piosenkami Leonarda Cohena w nowych polskich tłumaczeniach autorstwa Michała Kuźmińskiego. W roku 2015 koncert z piosenkami z tej płyty został zarejestrowany na płycie DVD "Łanuszka/Cohen - life in Wieliczka". Materiał z tej płyty zaprezentowany został również słuchaczom Trójki w czasie koncertu z transmisją.

## Dyskografia

### Albumy
- 2009: Bieski Idiota
- 2013: A miało być tak pięknie (My Music)
- 2014: Łanuszka/Cohen
- 2015: Łanuszka/Cohen - life in Wieliczka (DVD)
- 2017: Nieoczekiwanie[3]